# الک بنجامین

الک بنجامین (انگلیسی: Alec Benjamin؛ زادهٔ ۲۸ مهٔ ۱۹۹۴) خواننده-ترانه‌پرداز اهل ایالات متحده آمریکا است. معروفترین ترانه وی آهسته ناامیدم کن با همکاری آلیسیا کارا است.